# 聖佩德羅諾努阿爾科
聖佩德羅諾努阿爾科（西班牙語：San Pedro Nonualco），是薩爾瓦多的城鎮，位於該國南部，由拉巴斯省負責管轄，面積27.54平方公里，海拔高度596米，2007年人口9,252，人口密度每平方公里335.95人。
13°36′N 88°56′W / 13.600°N 88.933°W